# Smith-Preis
Der Smith-Preis ist ein jährlich von der Universität Cambridge an zwei Studenten für herausragende Arbeiten in Mathematik (insbesondere angewandter Mathematik) oder theoretischer Physik vergebener Preis. Der Preis wurde 1768 von dem englischen Mathematiker Robert Smith (1689–1768) aus Gewinnen aus dem South Sea Bubble gestiftet. Er wird seit 1769 verliehen (mit Ausnahme von 1917) und betrug zum Beispiel 1998 250 Pfund.
Die ersten beiden Preisträger waren George Atwood und Thomas Parkinson (1745–1830).
Bis 1885 wurde er für den Besten in einer speziellen mathematischen Prüfung verliehen, danach für einen Essay. 1998 wurde er mit dem Rayleigh-Preis (1911 gestiftet) und dem T. J. Knight Preis zusammengelegt zum Smith-Knight Preis bzw. Rayleigh-Knight Preis.

## Preisträger nach einer Prüfung
Als der Preis noch durch eine Prüfung vergeben wurde, waren unter anderem George Gabriel Stokes (1841), Arthur Cayley (1842), John Couch Adams (1843), William Thomson, 1. Baron Kelvin (1845), Isaac Todhunter (1848), Peter Guthrie Tait (1852), James Clerk Maxwell (1854), Edward Routh (1854), John Strutt (Baron Rayleigh) (1865), Alfred George Greenhill (1870), Horace Lamb (1872), W. W. Rouse Ball (1874), William Burnside (1875), Joseph Larmor (1880, 1. Preis), J. J. Thomson (1880) Gewinner.

## Preisträger aufgrund eines Essays
Die Liste ist nicht vollständig.
- 1885 E. G. Gallop, R. Lachlan (Alfred North Whitehead erhielt eine ehrenvolle Erwähnung)
- 1886 Robert Franklin Muirhead (2. Smith-Preis), W. P. Workman
- 1887 Augustus Edward Hough Love
- 1888 Alfred Dixon, George Hartley Bryan
- 1889 Henry Frederick Baker, John Henry Michell
- 1890 Ralph Allan Sampson, W. E. Brunyate
- 1891 Hector Munro Macdonald, Frank Dyson
- 1892 G. T. Bennett, H. W. Segar
- 1893 C. E. Cullis, D. B. Mair, R. H. D. Mayall
- 1894 Sydney Samuel Hough, Henry Cabourn Pocklington
- 1895 G. T. Manly, G. H. J. Hurst
- 1896 W. S. Adie (1. Smithpreis), A. Y. G. Campbell, F. W. Lawrence
- 1897 Edmund Taylor Whittaker (1. Preis), Richard Cockburn Maclaurin, A. E. Western
- 1898 Ernest William Barnes, B. A. Houston
- 1899 W. H. Austin, Gilbert Walker
- 1900 J. F. Cameron, R. W. H. T. Hudson
- 1901 Godfrey Harold Hardy, James Jeans
- 1902 T. H. Havelock, J. E. Wright
- 1903 H. Knapman, A. P. Thompson
- 1904 Ebenezer Cunningham, James Clerk Maxwell Garnett, H. A. Webb, P. W. Wood
- 1905 Harry Bateman, P. E. Marrack
- 1906 C. F. Russell, F. J. M. Stratton
- 1907 Arthur Stanley Eddington, G. R. Blanco-White, J. W. Nicholson, W. M. Page
- 1908 John Edensor Littlewood,  James Mercer, W. J. Harrison
- 1909 Herbert Turnbull, George Neville Watson
- 1910 Geoffrey Ingram Taylor
- 1911 G. H. Livins, W. E. H. Berwick
- 1912 Eric Harold Neville, Louis Mordell
- 1913 Sydney Chapman, Harold Spencer Jones
- 1914 J. Jackson, B. M. Sen
- 1915 Harold Jeffreys, J. Proudman
- 1916 H. M. Garner, G. P. Thompson
- 1917 nicht verliehen
- 1918 Edward Lindsay Ince, K. Ananda Rau
- 1919 C. N. H. Lock, S. R. V. Savoor
- 1920 S. Pollard
- 1921  William Greaves, L. A. Pars
- 1922 Edward Arthur Milne, G. C. Steward
- 1923 John Charles Burkill, Albert Ingham
- 1924 T. M. Cherry, W. J. Webber
- 1925 T. G. Room
- 1926 Llewellyn Thomas, G. S. Mahajani
- 1927 Sydney Goldstein, W. V. D. Hodge
- 1928 W. L. Edge, A. H. Wilson
- 1929 John Macnaghten Whittaker, H. D. Ursell
- 1930 John Arthur Todd, Raymond Paley
- 1931 H.S.M Coxeter, H. R. Hulme
- 1932 D. W. Babbage, H. M. Taylor
- 1933 E. A. Maxwell, R. H. Stoy
- 1934 K. Mitchell, A. J. Ward
- 1935 H. G. Booker, L. Howarth
- 1936 Alan Turing, E. A. Green
- 1937 E. R. Love, H. R. Pitt
- 1938 Fred Hoyle
- 1939 Thomas E. Easterfield, Harold Neville Vazeille Temperley
- 1940 I. J. Good, R. E. Macpherson
- 1949 Derek Taunt
- 1950 Abdus Salam, Brian Haselgrove
- 1952 Michael Drazin
- 1954 Michael Atiyah
- 1960 Keith Moffatt, Ian Hacking
- 1962 Jayant V. Narlikar, John Kingman
- 1967 Stephen Watson
- 1971 Douglas C. Heggie
- 1972 Brian L. N. Kennett
- 1975 Brian D. Ripley
- 1976 Roger Heath-Brown, Bernard Silverman
- 1988 Andrew W. Woods
- 1996 Gordon Ian Ogilvie
- 1998 S. M. Blanchflower, A. E. Holroyd, M. J. Walters, J. A. Dee, B. Szendroi, Damon J. Wischik